# Jüdische Gemeinde Bielefeld

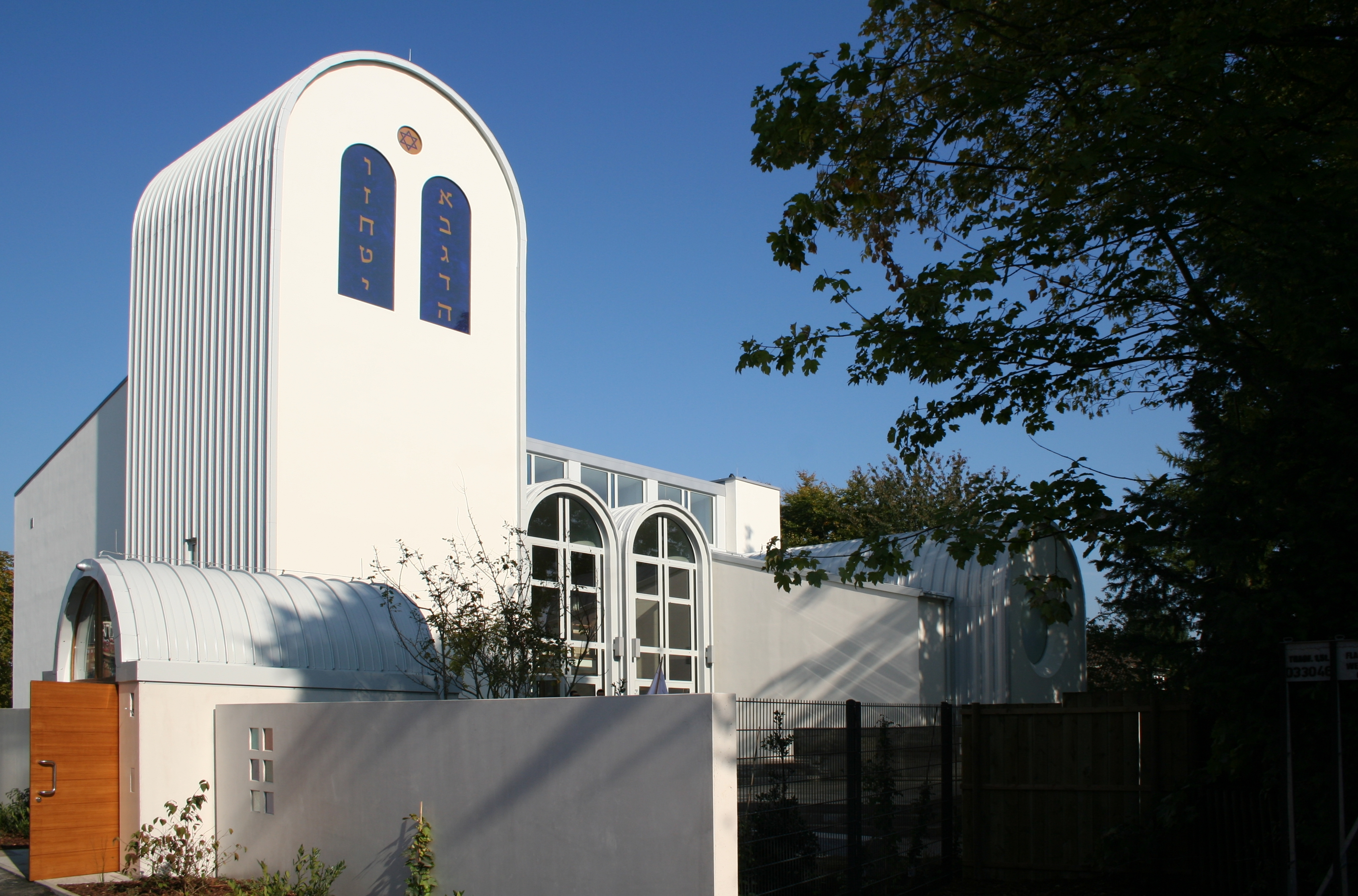
Synagoge Bielefeld

Die Jüdische Gemeinde Bielefeld ist eine 1705 gegründete Religionsgemeinschaft in Bielefeld, deren Anfänge im 14. Jahrhundert zu finden sind. Sie ist heute als Jüdische Kultusgemeinde Bielefeld Mitglied im Landesverband der Jüdischen Gemeinden von Westfalen-Lippe. Darüber hinaus hat sie sich der Union progressiver Juden in Deutschland angeschlossen.

## Geschichte
Der früheste dokumentarische Nachweis über die Ansiedlung von Juden in Bielefeld stammt aus der Mitte des 14. Jahrhunderts. In einer Urkunde vom 23. April 1345 wird erwähnt, dass der Graf von Ravensberg dem Bielefelder Kanonikus Gottfried de Blomenberge Besitzungen und Abgaben verpfändet hatte, darunter auch die jährlichen Abgaben der Juden in Bielefeld.
Während der Pestpogrome in den Jahren 1348–1350 wurden die Juden auch aus Bielefeld vertrieben. In Lübbecke soll es 1350 zu blutigen antijüdischen Massakern gekommen sein. Am 12. Februar 1370 gestattete der Graf von Ravensberg, Wilhelm von Jülich, den Juden die Rückkehr in ihre Heimat. Die in Bielefeld lebenden Juden (Saulus Vinoes, Simon Jutta, Nennkun von Hamelen, Nennken un Rethberghe, Johanna von Hamme mit Familien) standen von nun an unter unmittelbarem Schutz des Landesherrn, der ihnen die Sicherheit des Aufenthalts bzw. beim Verlassen der Stadt des Geleits verbürgte. Auch 1384, 1408 und 1430 erwähnen Urkunden Judenansiedlungen in Bielefeld.
Seit Mitte des 16. Jahrhunderts dürften in Bielefeld keine jüdischen Einwohner mehr ansässig gewesen sein, da Herzog Wilhelm V. von Jülich 1554 für das ganze Land ein Aufenthaltsverbot für Juden erließ (sog. „Jülicher Polizeiverordnung“). Ende des 16. Jahrhunderts setzte wieder eine langsame Zuwanderung ein. Der erste Nachweis für eine neuerliche Einwanderung von Juden in Bielefeld lässt sich den „Ratsverhandlungen der Stadt Bielefeld“ vom 11. Juli 1586 entnehmen, wonach einer Familie Hertz gegen Zahlung von 20 Thalern für kurze Zeit der Aufenthalt in der Stadt erlaubt wurde. Gegen Entrichtung einer weiteren Gebühr durfte diese auch andere Juden aufnehmen.
Nach Inkrafttreten des Gesetzes über die Rechtsverhältnisse der Juden in Preußen 1847 wurde die Synagogengemeinde Bielefeld im Januar 1855 von der königlichen Regierung zu Minden formalrechtlich als Körperschaft des öffentlichen Rechtes konstituiert. Durch eine Schenkung gelangte die Gemeinde um das Jahr 1800 in den Besitz eines Gebäudes am Klosterplatz in der Bielefelder Altstadt (den früheren Wendtschen Hof). Zunächst wurden die Gottesdienste in den vorhandenen Gebäuden abgehalten, bis es im Jahr 1847 zur Errichtung einer Synagoge kam. Nachdem Anfang des 20. Jahrhunderts die Räumlichkeiten in der alten Synagoge am Klosterplatz 5, verschiedenen Renovierungen zum Trotz, zu klein geworden waren, entschied sich die Gemeinde für den Bau eines neuen Gotteshauses.
Ein Darlehen der Stadt Bielefeld ermöglichte den Kauf eines Grundstücks an der Turnerstraße in der Nähe des Kesselbrinks. Am 20. September 1905 wurde die nach den Plänen von Eduard Fürstenau errichtete neue Synagoge feierlich eingeweiht. Das für 800 Gläubige ausgelegte Gebäude, wurde von einer 41 Meter hohen Kuppel gekrönt, auf deren Spitze ein vergoldeter Davidstern angebracht war.

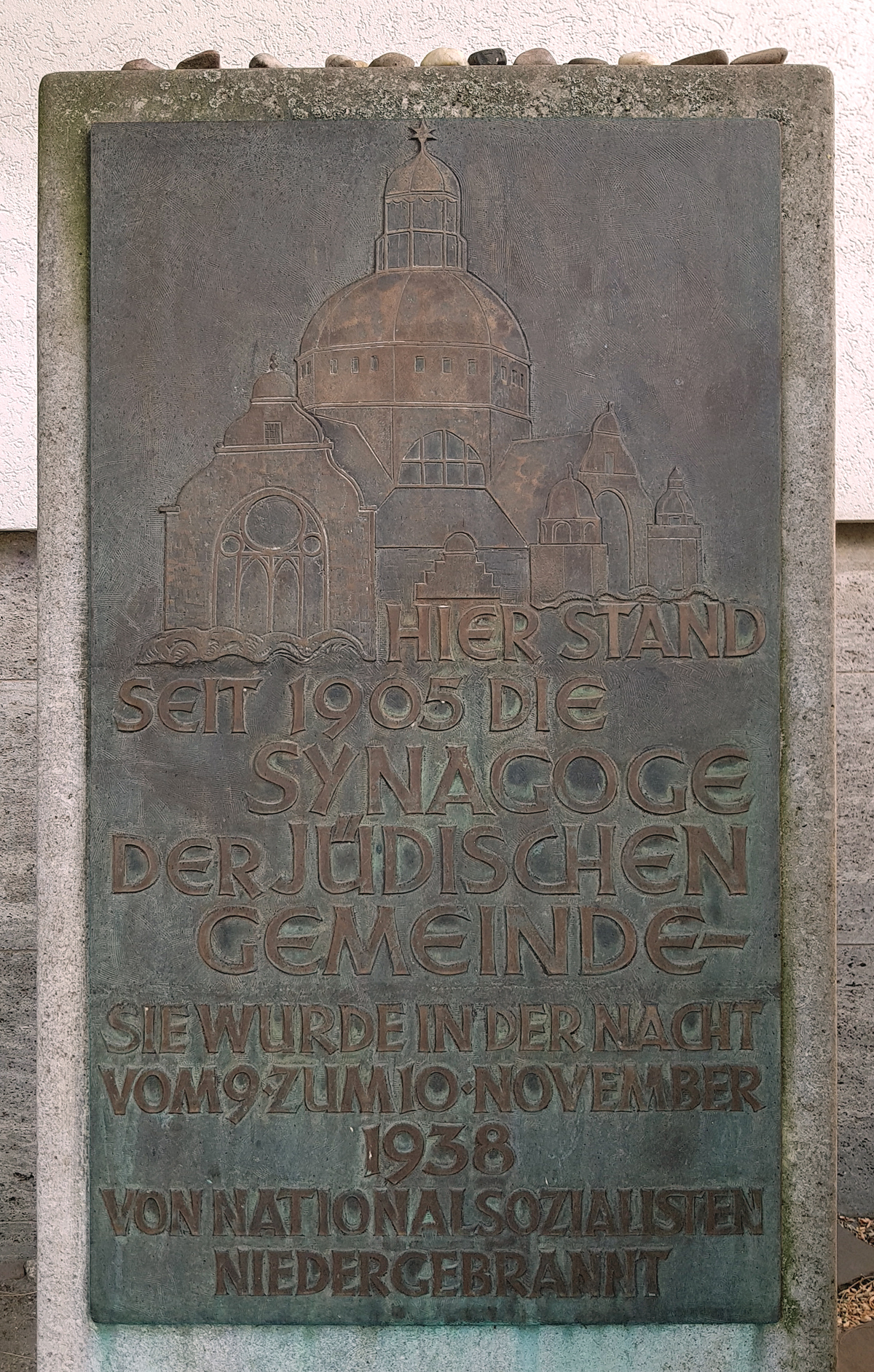
Die Gedenktafel für die im Jahr 1938 zerstörte Synagoge an der Turnerstraße

Wie viele andere Synagogen in Deutschland wurde das Gotteshaus bei den Novemberpogromen im Jahre 1938 in Brand gesteckt und die Ruine später vollkommen beseitigt. Heute erinnert an der Turnerstraße eine Gedenktafel an die alte Synagoge. Die antisemitische Hetze in der Lokalpresse wurde immer stärker. Am 13. Dezember 1941 wurden etwa 1000 Juden aus der Gestapoleitstelle Münster in das Ghetto Riga deportiert, davon ca. 420 aus dem Gestapobezirk Bielefeld, 88 Juden aus Bielefeld selbst. Die Deportationen wurden als „Verschickung“, „Evakuierung“, „Osteinsatz“, „Abschiebung“ getarnt. Weitere Deportationen folgten in die Konzentrationslager Auschwitz und Theresienstadt und an unbekannte Zielorten, bis auch in Bielefeld kein Jude mehr lebte.
Unmittelbar nach dem Zweiten Weltkrieg gründete sich die Gemeinde als „Jüdische Kultusgemeinde Bielefeld“ neu. Eine neue Heimat fand sie 1951 in einem Gebäude an der Stapenhorststraße im Bielefelder Westen.
Die Zuwanderung jüdischer Emigranten aus den Staaten der ehemaligen Sowjetunion führte seit den 1990er Jahren zu einem erheblichen Anwachsen der Gemeinde. Da sich der bisherige Betraum hierdurch als langfristig zu klein erwies, entstanden Pläne für eine neue Synagoge. Hierzu wurde die ehemalige evangelische Paul-Gerhardt-Kirche an der Detmolder Straße umgebaut und 2008 als Synagoge Beit Tikwa („Haus der Hoffnung“) eingeweiht.
Die Vorsitzende Irith Michelsohn sprach sich 2019 in einem Interview für einen Diskurs zwischen den drei großen Religionen – Christentum, Islam, Judentum – in Deutschland aus.

## Gemeindevorsitzende
- 1879–1907: Moritz Katzenstein
- 1933–1939: Willy Katzenstein (Emigration nach England)
- 1939–1942: Hugo Speyer (Deportation)
- 1945–1957: Max Hirschfeld
- um 1962: Robert Eichengrün
- danach: Artur Sachs, gestorben am 24. Juni 1997
- danach: Alfred Spier
- von 2001 bis 2010: Irith Michelsohn, Paul Yuval Adam
- von 2010 bis 2013:  Paul Yuval Adam, Elena Kolmakova
- von 2013 bis 2017: Irith Michelsohn, Stefan Probst, ab 2015 Elena Zotova
- seit 2017: Irith Michelsohn, Ewgenij Kirschner

## Rabbiner
- 2022-heute: Natalia Verzhbovsha
- 1808–1826: Moses Friedheim
- 1845–1889: Salomon Blumenau
- 1889–1917: Felix Coblenz
- 1917–1938: Hans Kronheim (Emigration in die USA)

## Begräbnisstätten
Seit 1665 befand sich an den Straßen Lutterstraße / Bolbrinkersweg ein jüdischer Friedhof, der jedoch Ende des 19. Jahrhunderts zu klein geworden war. Als Ersatz wurde der Jüdische Friedhof am Kahlen Berg in direkter Nachbarschaft des Johannisfriedhofs angelegt. Der alte Friedhof fiel 1953 dem Straßenbau zum Opfer.